# Swiss Indoors 2016
Swiss Indoors 2016 — тенісний турнір, що проходив на кортах з твердим покриттям у місті Базель, Швейцарія з 24 жовтня. Належав до категорії ATP World Tour 500.

## Фінальна частина

### Одиночний розряд
Марин Чилич —  Нісікорі Кей 6–1, 7–6(7–5)

### Парний розряд
Марсель Гранольєрс /  Джек Сок —  Роберт Ліндстедт /  Майкл Вінус 6–3, 6–4